# اچ‌ام‌اس ام۲۶
اچ‌ام‌اس ام۲۶ (به انگلیسی: HMS M26) یک کشتی بود که طول آن ۱۷۷ فوت ۳ اینچ (۵۴٫۰۳ متر) بود. این کشتی در سال ۱۹۱۵ ساخته شد.